# Salah Edin
Abid Tounssi (Alphen aan den Rijn, 23 juni 1980), beter bekend als Salah Edin, is een Nederlands-Marokkaanse voormalig rapper. Hij maakte Nederlandstalige en Arabische rap. Hij werkte onder meer samen met Hind, Outlandish, Sefyu, Mr. Probz, Mala Vita en Cilvaringz. Ook verscheen hij onder meer op een mixtape van Aftermath Entertainment en trad op in meer dan 37 landen.

## Biografie
De Nederlands-Marokkaanse Abid Tounssi begon begin jaren negentig met rappen. Aanvankelijk rapte hij een korte tijd in het Engels maar rapt tegenwoordig voornamelijk in het Arabisch en Nederlands. Zijn teksten zijn vaak maatschappijkritisch. Zijn artiestennaam Salah Edin verwijst naar de Koerdische generaal Saladin El Ayoubi, die Jeruzalem heroverde op de kruisvaarders.
In 2003 ontmoette Salah Edin rapper-producer Cilvaringz (Wu-Tang Clan) en hij tekende een contract bij diens bedrijf. Deze overeenkomst betekende ook dat Salah Edin wereldwijd het voorprogramma mocht verzorgen van grote internationale rappers als de Wu-Tang Clan en Sean Paul. Hierdoor nam Salah Edin deel aan een van de grootste wereldtournees uit de hiphopgeschiedenis: er werden 37 landen bezocht.
In december 2005 verscheen Salah Edin op het album van Outlandish en Idols-finalist Hind Laroussi. In 2006 bracht hij een officiële mixtape uit als preview van zijn aankomende Arabische album. Hierop rapt Salah onder meer over de armoede, het conflict tussen de Israëliërs en de Palestijnen, over politiek en over religie. In datzelfde jaar maakt Salah Edin zijn debuut op het witte doek met een kleine rol in de film Bolletjes Blues.
Begin mei 2007 lanceerde Salah Edin zijn Nederlandstalige album, getiteld Nederlands Grootste Nachtmerrie. Dit album is geheel geproduceerd door producer Focus, de rechterhand van Dr. Dre en vaste producer bij Dr. Dre's label Aftermath. Op 4 april 2007 stelde de SGP-fractie Kamervragen over subsidie voor de videoclip "Het Land Van...", waarin de rapper aspecten van de Nederlandse samenleving toont die volgens hem leiden tot radicalisering van moslimjongeren. De clip is gesubsidieerd uit het TAX-videoclipfonds. De titel Het Land Van... is gebaseerd op het gelijknamige nummer en album van Lange Frans & Baas B, waarin juist de positieve kanten van Nederland werden benadrukt.
Op de albumhoes van Nederlands Grootste Nachtmerrie staat Edin afgebeeld als Mohammed Bouyeri, de moordenaar van Theo van Gogh. De hoesfoto werd tweemaal per abuis gebruikt als foto van Bouyeri, de eerste keer in mei 2007 in de gratis krant DAG en de tweede keer in de op 27 maart 2008 uitgebrachte film Fitna van politicus Geert Wilders. Critici zijn van mening dat Salah Edin expres dezelfde foto heeft gemaakt als Mohammed B. om verwarring te veroorzaken. Salah Edin klaagde Wilders met succes aan voor het gebruik van zijn afbeelding.
Eerder had Wilders Salah Edin aangeklaagd wegens een uitspraak die hij had gedaan in een interview met Zoomin TV maar justitie zag geen reden om tot vervolging over te gaan. Tijdens het proces over de afbeelding van Salah Edin beweerden Wilders en zijn advocaat de rapper echter niet te kennen. Aangezien Wilders de Alphense rapper eerder had aangeklaagd, kende hij hem dus wel degelijk. Vanwege deze onjuistheid begon Salah Edin vervolgens een bodemprocedure tegen Geert Wilders en ook deze zaak won hij.
Eind 2008 kwam de Hollywoodfilm Rendition uit, met Meryll Streep en Jake Gyllenhaal in de hoofdrol. Salah Edins muziek werd voor deze film gebruikt en hiermee was hij de eerste Arabischtalige rapper die muziek leverde voor een Hollywoodfilm.
In april 2009 bracht Salah Edin zijn Arabische debuutalbum genaamd Horr uit, die internationaal positieve recensies ontving. Salah Edin was daarmee de eerste Arabischtalige rapper die bij een grote (internationale) platenmaatschappij, Universal, getekend heeft. In 2010 kwam zijn tweede Nederlandstalige album WO II uit. Voor de opnamen van dit album werkte hij samen met binnen- en buitenlandse producers.
Salah Edin speelde in meerdere films en series. Zo speelde hij bijvoorbeeld in de serie Flow, de door Paul Ruven geregisseerde film Gangsterboys en in de misdaadserie Penoza. In 2010 regisseerde Salah Edin een nieuwe vierdelige serie stadsverhalen over Amsterdam.
In 2016 liet Salah Edin weten dat hij geen album meer zou maken vanwege de enorme druk ervan. Ook gaf hij religieuze redenen als standpunt om te stoppen als artiest.

## Discografie

### Albums
| Album met eventuele hitnotering(en) in de Nederlandse Album Top 100 | Datum van verschijnen | Datum van binnenkomst | Hoogste positie | Aantal weken | Opmerkingen                        |
| ------------------------------------------------------------------- | --------------------- | --------------------- | --------------- | ------------ | ---------------------------------- |
| Hakma                                                               | 2003                  | -                     | -               | -            | Demo-cd met Arabische nummers      |
| Horr (Pure)                                                         | 2006                  | -                     | -               | -            | Mixtape met Arabische nummers      |
| Nederlands Grootste Nachtmerrie                                     | 2007                  | 12-05-2007            | 62              | 2            | Album met Nederlandstalige nummers |
| Horr                                                                | 2009                  | -                     | -               | -            | Album met Arabische nummers        |
| WOII                                                                | 2011                  | -                     | -               | -            | Album met Nederlandstalige nummers |

### Singles
| Single met eventuele hitnotering(en) in de Nederlandse Top 40 | Datum van verschijnen | Datum van binnenkomst | Hoogste positie | Aantal weken | Opmerkingen                                            |
| ------------------------------------------------------------- | --------------------- | --------------------- | --------------- | ------------ | ------------------------------------------------------ |
| Het Land Van...                                               | 16-05-2005            | -                     | -               | -            | Tegenreactie op de hitsingle van Lange Frans & Baas B. |
| Vrouwtje is een bitch                                         | 27-06-2007            | 28-07-2007            | tip23           | -            | B-Kant: "Wifey is a b*tch" met Bishop Lamont.          |

### Samenwerkingsvormen
Salah Edin heeft met vele artiesten gewerkt.
Buitenlandse artiesten:
- Denemarken
  - Outlandish
- Frankrijk
  - IAM [Freeman]
  - Sefyu
- Amerika
  - Focus... [Aftermath]
  - Bishop Lamont [Aftermath]
  - Al Gator
  - Coptic [Badboy Ent]
  - Rell [Rocafella]
  - Sheekh Louch [The Lox]

### Gastoptredens
| Jaar | Track                                                     | Vorm (album/single/mixtape/ep) | Naam (album/single/mixtape/ep) | Album artiest      |
| ---- | --------------------------------------------------------- | ------------------------------ | ------------------------------ | ------------------ |
| 2004 | Chaos (Mocro Collabo) met Cilvaringz & Casablanca Connect | Album                          | Het Leven van de Straat        | Ali B              |
| 2004 | Fin Nasat                                                 | Mixtape                        | Sound of the Znaki             | Casablanca Connect |
| 2005 | In the Distance                                           | Album                          | HalfWay Home                   | Hind               |
| 2005 | Kom Igen met U$O & ADL                                    | Album                          | Closer then Veins              | Outlandish         |
| 2006 | 0172                                                      | Mixtape                        | It had 2 happen                | Focus              |
| 2007 | Caravanserai - Chapter II met Raekwon                     | Album                          | I                              | Cilvaringz         |
| 2007 | Coke op 't Gas met U-Niq, Feis & Winne                    | Mixtape                        | Mixtape 3.1                    | Kempi              |
| 2008 | Ze Weten van Mij met Klemma                               | Album                          | Du Zoon                        | Kempi              |
| 2009 | Ritmo Di Protesta                                         | Album                          | En Exilio                      | Mala Vita          |
| 2009 | Uit het Land                                              | Mixtape                        | De Frontlinie                  | Raymzter           |

- 2005 - Izzat (Mixtape; featuring op "Kom Igen")

## Filmografie

### Videoclips
Van albums
| Jaar | Naam                        | Van album                       | Regisseur      | Producer muziek | Land                   | Award/nominatie Beste clip/video |
| ---- | --------------------------- | ------------------------------- | -------------- | --------------- | ---------------------- | -------------------------------- |
| 2007 | Het Land Van...             | Nederlands Grootste Nachtmerrie | Eelko Ferwerda | Focus           | Nederland              | -                                |
| 2007 | Geliefd Om Gehaat Te Worden | Nederlands Grootste Nachtmerrie | Ivan Herrera   | Focus           | Dominicaanse Republiek | -                                |
| 2007 | Vrouwtje is een Bitch       | Nederlands Grootste Nachtmerrie | Ivan Herrera   | Focus           | Dominicaanse Republiek | Nominatie Urban Awards           |
| 2009 | Nsani Ya Habibi             | Horr                            | Ivan Herrera   | Focus           | Dominicaanse Republiek | -                                |
| 2009 | Horr                        | Horr                            |                | Focus           |                        | -                                |
| 2009 | TFOE met Sefyu              | Horr                            | Matt Alonzo    | Focus           | Nederland              | -                                |

Overige
| Jaar | Naam          | Regisseur                                        | Producer muziek | Land      | Award/nominatie Beste clip/video |
| ---- | ------------- | ------------------------------------------------ | --------------- | --------- | -------------------------------- |
| 2007 | Like Me Zoluh | Joran van der Zee Samenwerking met: Patta & Leyp | J-INFLUENZ      | Nederland | -                                |